# Kościół św. Antoniego z Padwy w Marsaskali
Kościół Świętego Antoniego z Padwy (malt. Knisja ta’ San Antnin ta’ Padova, ang. Church of St. Anthony of Padua) – rzymskokatolicki kościół w Marsaskali (malt. Wied il-Għajn) na Malcie.

## Historia
Dokumenty mówią, że kościół został ufundowany w 1675 przez ks. Andreę Polladino; tak przynajmniej wynika z aktu notarialnego spisanego 12 lutego 1675 przez notariusza Michaela Angelo Attarda. W tamtym czasie teren ten znany był jako ix-Xagħra tal-Latmija. Dziś kościół podlega parafii w Marsaskali, lecz do 1919 był częścią parafii w Żejtun.

## Architektura

### Wygląd zewnętrzny

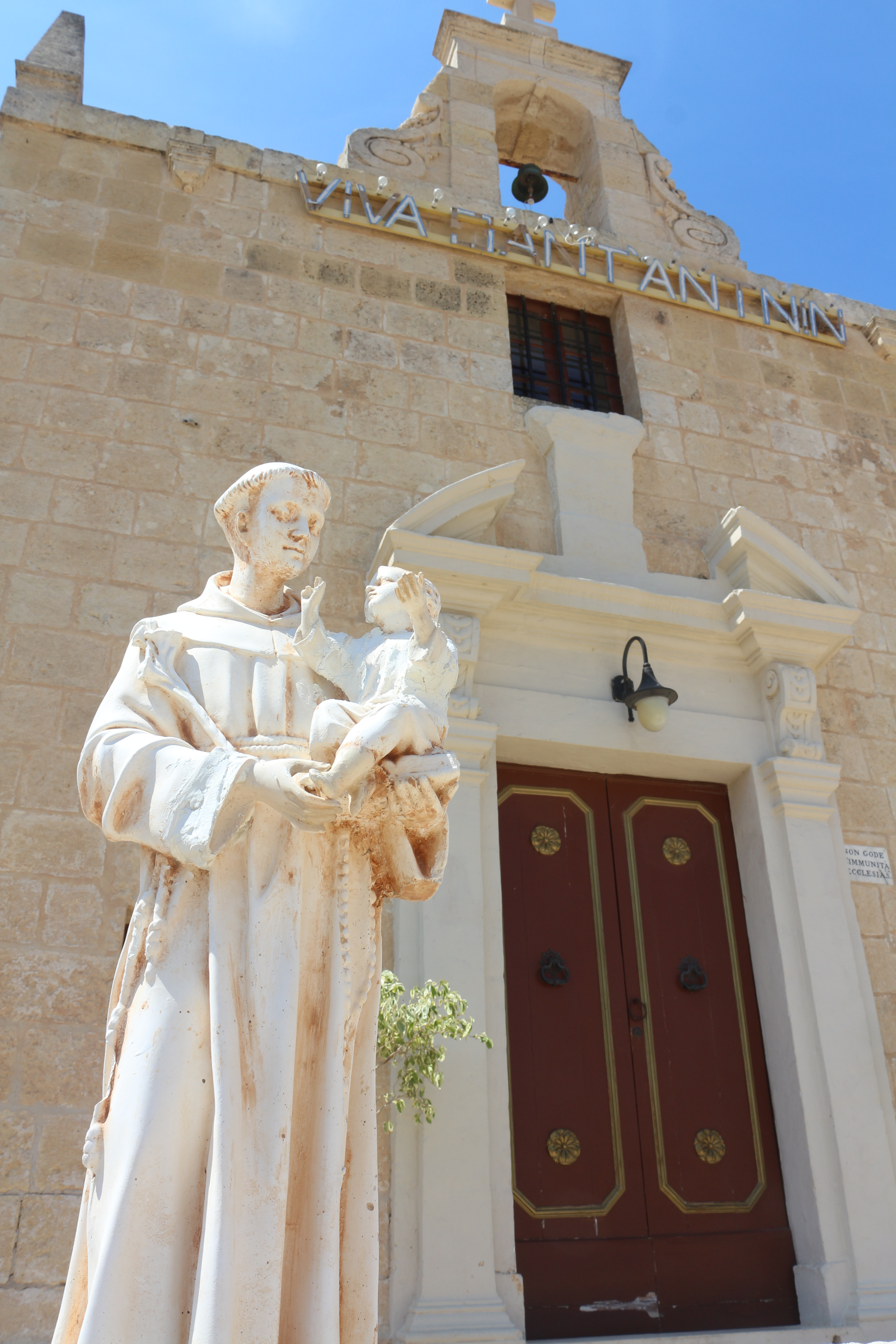
Fasada kościoła z figurą świętego z Dzieciątkiem Jezus

Kościół zbudowany został w stylu barokowym. Jego fasada jest bardzo prosta, jedynie z kilkoma upiększeniami wokół prostokątnych drzwi. Po każdej ich stronie jest jeden pilaster dorycki. Pilastry podtrzymują belkowanie esownicą po każdej stronie, na którym z kolei wspiera się otwarty fronton, w centrum którego miał być herb, lecz nie został ukończony. Pomiędzy frontonem a parapetem prostokątne okno. Na końcach parapetu dwie piramidy, na jego środku dzwonnica bell-cot z krzyżem na szczycie oraz niewielkim dzwonem, wciśnięta pomiędzy dwie esownice. Po obu stronach drzwi znajdują się dwa niewielkie kwadratowe okna. Kościół stoi na podwyższeniu, na szczyt którego prowadzi sześć schodów.

### Wnętrze
Kościół ma kształt prostokąta, jego sklepienie kolebkowe wspiera się na gzymsie, biegnącym wzdłuż ścian. Pomiędzy czwartym a piątym żebrem sklepiennym znajduje się okno po każdej stronie, doświetlające jedyny ołtarz.
We wnętrzu widać rękę bardzo dobrego artysty, który wspaniale ozdobił detalami świątynię.
Ołtarz, z dwoma korynckimi kolumnami po bokach, podtrzymującymi misterne belkowanie z półkolistym niepełnym naczółkiem, na którym siedzą dwa anioły. W przerwie naczółka obraz Odkupiciela w misternie rzeźbionej ramie. Na bazach obu kolumn umieszczony jest herb rodziny Broncato, która najprawdopodobniej poniosła koszty upiększenia ołtarza.
Obraz tytularny przedstawia Madonnę z Dzieciątkiem, w towarzystwie św. Antoniego i św. Filipa Neri. Autorzy obrazów nie są znani. Po obu stronach ołtarza drzwi, prowadzące do zakrystii.
W kościele znajduje się drewniana figura św. Antoniego, do której z tyłu umocowane jest metalowe kółko. Dawniej figurę tę lokalni rybacy przyczepiali do sieci, aby zapewnić sobie obfity połów tuńczyka. Innym „zadaniem” świętego było wysłuchanie modlitw o deszcz; w tym wypadku figura opuszczana była na linie do studni.
W kościele znajdują się dary wotywne wykonane ze srebra, a zostawione w podzięce za uzyskane łaski.

## Kościół dzisiaj
Doroczna fiesta z uroczystą mszą świętą i krótkim kazaniem odbywa się 13 czerwca. Zgodnie z tradycją rozdawane są wtedy niewielkie bochenki chleba.

## Ochrona dziedzictwa kulturowego
Budynek kościoła umieszczony jest na liście National Inventory of the Cultural Property of the Maltese Islands pod nr. 1737.